# Blaues Bartkelchmoos
Das Blaue Bartkelchmoos (Calypogeia azurea) ist ein Lebermoos aus der Familie Calypogeiaceae in der Ordnung Jungermanniales.

## Erkennungsmerkmale
Das Blaue Bartkelchmoos wächst in niederliegenden, blaugrünen Rasen, deren einzelne Triebe bis 4 mm breit und bis 5 cm lang sind. Die dicht dachziegelig anliegenden Flankenblätter sind wenig breiter als lang, an der Basis am breitesten, mit meist stumpfer Spitze oder seltener kurz zweizähnig. Die sechseckigen Laminazellen der
Flankenblätter sind etwa 30 bis 45 µm breit und 35 bis 65 µm lang und enthalten 3 bis 7 blaue Ölkörper. Die bis 1/2 oder 3/4 in 2 Lappen geteilten Unterblätter sind wenig breiter oder bis etwa doppelt so breit wie der Stängel.

## Vorkommen
Das kalkmeidende Lebermoos besiedelt frische bis feuchte oder nasse Standorte: lehmige Erde, Humus, sumpfig-moorige Stellen, seltener morsches Holz.
Die Vorkommen in Europa befinden sich hauptsächlich im montanen Bereich und in den Gebirgen. Weitere Vorkommen sind in Asien, Nordafrika und Nordamerika.

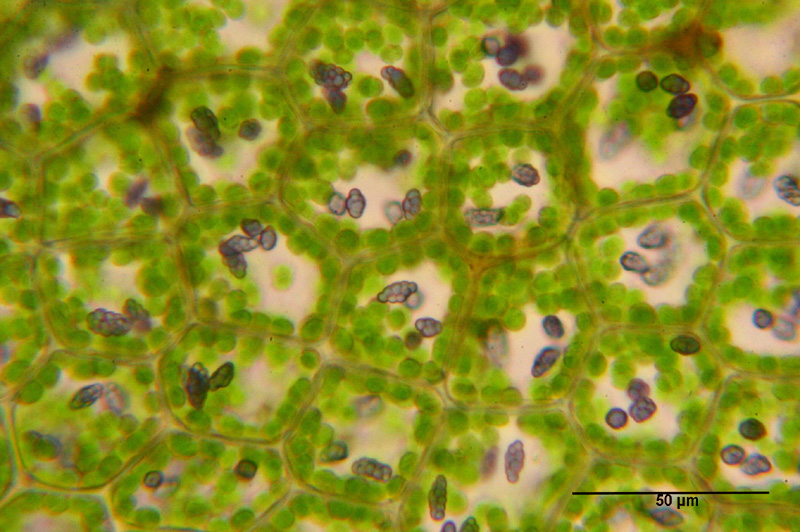
Flankenblattzellen mit blauen Ölkörpern